# Kiribati en los Juegos Olímpicos de Londres 2012
Kiribati participó en los Juegos Olímpicos de Londres 2012 con un total de 3 deportistas, 2 hombres y 1 mujer, que compitieron en 2 deportes. El responsable del equipo olímpico es el Comité Olímpico Nacional de Kiribati.
El portador de la bandera en la ceremonia de apertura fue el halterófilo David Katoatau. El equipo olímpico kiribatiano no obtuvo ninguna medalla en estos Juegos.

## Atletas
La siguiente tabla muestra el número de atletas en cada disciplina:
| Deporte      | Hombres | Mujeres | Total |
| ------------ | ------- | ------- | ----- |
| Atletismo    | 1       | 1       | 2     |
| Halterofilia | 1       | 0       | 1     |
| Total        | 2       | 1       | 3     |

## Atletismo
Masculino
| Atleta      | Evento | Series    | Series   | Semifinal | Semifinal | Final     | Final     |
| Atleta      | Evento | Resultado | Posición | Resultado | Posición  | Resultado | Posición  |
| ----------- | ------ | --------- | -------- | --------- | --------- | --------- | --------- |
| Nooa Takooa | 100 m  | 11.53     | 7        | No avanzó | No avanzó | No avanzó | No avanzó |

Femenino
| Atleta         | Evento | Series    | Series   | Semifinal | Semifinal | Final     | Final     |
| Atleta         | Evento | Resultado | Posición | Resultado | Posición  | Resultado | Posición  |
| -------------- | ------ | --------- | -------- | --------- | --------- | --------- | --------- |
| Kaingaue David | 100 m  | 13.61     | 8        | No avanzó | No avanzó | No avanzó | No avanzó |

## Halterofilia
Masculino
| Atleta         | Evento | Arrebato  | Arrebato | Tirón     | Tirón    | Total | Final |
| Atleta         | Evento | Resultado | Posición | Resultado | Posición | Total | Final |
| -------------- | ------ | --------- | -------- | --------- | -------- | ----- | ----- |
| David Katoatau | -94 kg | 140       | 17       | 185       | 16       | 325   | 17    |